# Sikorsky S-67 Blackhawk
Sikorsky S-67 Blackhawk – amerykański śmigłowiec doświadczalny, wyprodukowany przez przedsiębiorstwo Sikorsky Aircraft Corporation. Projekt był całkowicie prywatnym przedsięwzięciem przedsiębiorstwa, ale powstał w oparciu o wymagania konkursu AAFSS (Advanced Aerial Fire Support System).

## Historia

### Geneza
Rozwój śmigłowców szturmowych nierozerwalnie związany jest z konfliktem w Wietnamie i pierwszym użyciem na taką skalę śmigłowców w walkach. Charakter prowadzonych działań bojowych, angażował amerykańskie siły powietrzne w głównej mierze do zwalczania nieprzyjacielskich sił na lądzie. Podczas walk okazało się, że żaden z rodzajów sił zbrojnych Stanów Zjednoczonych nie dysponuje skutecznymi środkami do prowadzenia tego typu działań. Między innymi dlatego sięgnięto do rozwiązań, które swoimi korzeniami sięgały jeszcze czasów II wojny światowej a doskonałym tego przykładem było masowe użycie samolotów Douglas A-1 Skyraider. Prace nad nowymi systemami wsparcia ogniowego z powietrza prowadzono na bieżąco. Efektem doświadczeń i potrzeby chwili był Bell AH-1 Cobra będący szturmową wersją maszyny Bell UH-1 Huey. W US Air Force, doświadczenia wojny w Wietnamie zaowocowały konkursem A-X (Attack-eXperimental), w wyniku którego powstał Fairchild A-10 Thunderbolt II. US Army ogłosiło własny konkurs na nowy system wsparcia ogniowego z powietrza, Advanced Aerial Fire Support System (zaawansowany system wsparcia ogniowego z powietrza) a jego rezultatem miał być całkowicie nowy śmigłowiec szturmowy.

### Advanced Aerial Fire Support System
AAFSS wymagał od nowego śmigłowca zdolności zwalczania sił lądowych, nieprzyjacielskich czołgów, pojazdów opancerzonych i siły żywej, eskortowania wprowadzanego w owym czasie na uzbrojenie nowego śmigłowca transportowego Boeing CH-47 Chinook, zdolności do przeprowadzani szybkich wypadów – interwencji, wymagających oddalenia się od eskortowanych maszyn i równie szybkiego powrotu po wykonaniu zadania oraz możliwości oczyszczania stref lądowania przerzucanej śmigłowcami piechoty. Konkurs stawiał bardzo wysokie wymagania techniczne przed biorącymi w nim udział wytwórniami. Wymagano aby nowa maszyna w locie poziomym osiągała prędkość maksymalna na poziomi aż 407 km/h. Taką szybkość mogły osiągnąć jedynie maszyny, których główny zespół napędowy wspomagany był silnikiem odrzutowym. Miała możliwość wykonywania zawisu bez wpływu ziemi na wysokości 1829 metrów przy temperaturze powietrza 35 °C. Wymóg ten uznano za najtrudniejszą sytuację z jaką może się spotkać śmigłowiec w dowolnym rejonie ziemi. Trzecim, bardzo wymagającym warunkiem, który musiała spełniać nowa konstrukcja była możliwość przelotu bez międzylądowania z Kalifornii na Hawaje. Był to najdłuższy odcinek przerzutu wojsk w sytuacji zagrożenia wojennego prowadzący nad zbiornikiem wodnym. Przewidywano, że nowa konstrukcja ma być napędzana tylko jednym silnikiem. Warunki konkursu otrzymało 148 przedsiębiorstw, 12 złożyło swoje projekty. 19 lutego 1965 roku do dalszej ich realizacji wybrano dwa, Lockheeda i Sikorsky ze śmigłowcem Sikorsky S-66. 3 listopada tego samego roku US Army ogłosiła, że zwycięzcą konkursu AAFSS został projekt Lockheeda oznaczony przez wytwórnie jako CL-840. Nowa maszyna otrzymała również oznaczenie AH-56A Cheyenne zgodnie z obowiązującą w armii zasadą nadawania śmigłowcom nazw indiańskich szczepów. Była to konstrukcja bardzo awangardowa jak na czasy, w których powstała. Konstruktorzy Lockheeda główny nacisk położyli na zdolność maszyny do osiągania dużej prędkości. Aby to osiągnąć zastosowano złożony technologicznie i nowatorski układ konstrukcyjny, składający się z dużych skrzydeł zamontowanych na kadłubie oraz dwóch śmigieł ogonowych. Jedno z nich ustawione było równolegle do belki ogonowej, spełniając rolę klasycznego śmigła kompensującego moment obrotowy kadłuba. Drugie, zamontowane na końcu belki, prostopadle do osi kadłuba, pełniło rolę śmigła pchającego. Podczas lotu z maksymalną prędkością siłę nośną wytwarzały skrzydła a większa część mocy silnika kierowana była do śmigła pchającego. Z uwagi na rewolucyjność zastosowanych rozwiązań AH-56 był konstrukcją skomplikowaną i trudną w eksploatacji. Z 10 wybudowanych prototypów, trzy uległy rozbiciu.

### Projekt

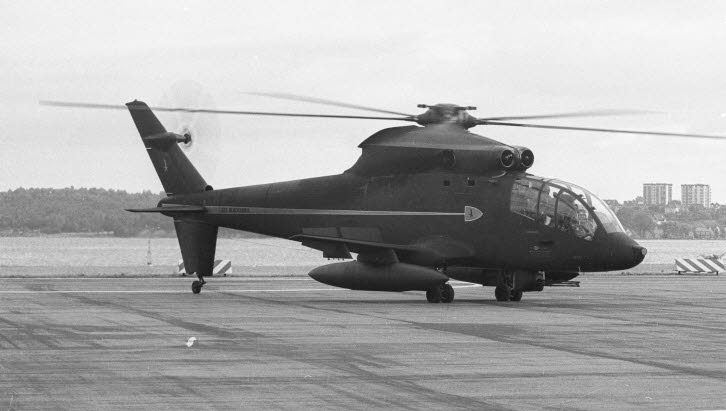
Sikorsky S-67 Blackhawk na lotnisku w Kilonii w 1972 roku

Kłopoty jakie sprawiał AH-56 spędzały sen z powiek inżynierom z Lockheeda, ale dla Sikorskiego były szansą na sukces. Wytwórnia podjęła dalsze prace nad nową maszyną szturmową. Postanowiono pójść utartymi szlakami, opierając się na rozwiązaniach już sprawdzonych i używanych. Całość finansowania wzięła na siebie wytwórnia. Nowy śmigłowiec wykonano w oparciu o technologie wykorzystane w odrzuconym projekcie S-66, śmigłowcu transportowym Sikorsky S-61 oraz jego wersji doświadczalnej Sikorsky S-61F. Konstruktorzy przedsiębiorstwa mieli o tyle łatwiej niż Lockheed, że był to moment, w którym siły lądowe zrezygnowały już z wymogu dotyczącego uzyskiwania przez śmigłowiec bardzo dużej prędkości maksymalnej. W sierpniu 1969 roku rozpoczęto prace projektowe a montaż prototypu w zaledwie trzy miesiące później. Gotowa maszyna swój pierwszy lot odbyła 20 sierpnia 1970 roku, śmigłowiec został oznaczony jako S-67 Blackhawk. Główny nacisk w projekcie położono na zwrotność konstrukcji. S-67 miał bardzo duże usterzenie ogonowe składające się z dwuczęściowego statecznika pionowego, odciążającego wirnik główny podczas lotu z dużą prędkością statecznika poziomego, który podczas wykonywania zawisu przez śmigłowiec, przestawiany był do pozycji pionowej. Zdolność wykonywania manewrów poprawiały również duże skrzydła, na ich obu stronach zamontowano hamulce aerodynamiczne, wykorzystane po raz pierwszy w konstrukcji śmigłowca. Dzięki takiemu rozwiązaniu zmniejszono promień skrętu, dokładność celowania i uzyskano kąt nurkowania wynoszący 38°. Pochodzące z maszyny S-61R wirnik, śmigło ogonowe i układ przeniesienia napędu poddano modyfikacjom. Oprofilowano głowice wirnika, zastosowano skośne końcówki łopat wirnika, wymodelowano wloty powietrza do dwóch silników turbowałowych starając się uzyskać jak najmniejszy opór aerodynamiczny. Dzięki zastosowanym rozwiązaniom uzyskano śmigłowiec o bardzo zgrabnej i aerodynamicznej sylwetce. 14 grudnia 1970 roku, pilot wytwórni Byron Graham ustanowił na Blackhawku rekord prędkości lotu na trasie 3 kilometrów, lecąc z prędkością 348,971 km/h. 19 grudnia 1970 r. kolejny pilot doświadczalny Sikorskiego Kurt Cannon, ustanowił następny rekord świata lecąc na trasie 15/25 km z prędkością 355,485 km/h. Poniesione koszty przyniosły przedsiębiorstwu sukces, w grudniu 1970 roku, US Army Aviation Material Laboratories zawarły z wytwórnią kontrakt na wykonanie szczegółowych badań szybkości i zwrotności śmigłowca. W lutym 1972 roku rozpoczęto intensywne próby w locie połączone z wykonaniem modyfikacji całej konstrukcji. Za kabiną załogi zainstalowano dodatkową kabinę, w której mogło być transportowanych sześciu żołnierzy z wyposażeniem, podobne rozwiązanie znalazło zastosowanie na radzieckim śmigłowcu Mi-24. Na stateczniku pionowym zamontowano ster kierunku poprawiający zwrotność śmigłowca. Pod kadłubem dodano zaczep, umożliwiający transport ładunków o masie do 3629 kilogramów. Klasyczne śmigło ogonowe zastąpiono fenestronem, wielołopatowym wirnikiem wentylatorowym zabudowanym w stateczniku pionowym. Fenestron został zainstalowany na początku 1974 roku a 20 marca tego samego roku rozpoczęto próby w locie. Zmodernizowana maszyna w locie nurkowym osiągała prędkość 370 km/h. We wrześniu tego samego roku przywrócono klasyczne śmigło ogonowe i wysłano śmigłowiec na pokazy lotnicze Farnborough Airshow. Podczas wykonywania pokazów maszyna uległa katastrofie. Obydwaj piloci, Stu Craig i Kurt Cannon zginęli (Cannon w kilka dni po awarii). Niestety w wyniku wypadku maszyna spłonęła, był to jedyny egzemplarz wybudowany przez Sikorskiego. Cały dalszy program budowy S-67 został anulowany. Nazwa Blackhawk pozostała, ale pisana jako Black Hawk i przypisana maszynie Sikorsky UH-60 Black Hawk.

## Wersje
Planowano budowę kilku wersji specjalistycznych. Wersję transportową, przeznaczoną do przewozu 15 żołnierzy, osiągającą prędkość maksymalną 265 km/h i zasięg 354 km. Wersję ratowniczą z linową wyciągarką, która dzięki dodatkowym zbiornikom paliwa miała mieć zasięg 966 km i możliwość przewozu 6 osób oraz wersję rozpoznawczą.

## Konstrukcja
Sikorsky S-67 Blackhawk był dwumiejscowym, śmigłowcem szturmowym zbudowanym w układzie klasycznym, wyposażonym w skrzydła zamontowane w układzie dolnopłata. Wirniki główny i ogonowy o metalowej konstrukcji, pięciołopatowe. Skośne, dwudźwigarowe, wolnonośne skrzydła o wzniosie 10° zaopatrzone w hamulce aerodynamiczne na obydwu powierzchniach. Początkowo zainstalowane na śmigłowcu skrzydła nie pełniły innej roli niż ułatwianie manewrowania maszyną, nie zainstalowano na nich żadnych punktów podwieszania uzbrojenia lub zewnętrznych zbiorników, taka możliwość pojawiła się dopiero w wyniku prac nad wersjami o zwiększonym zasięgu i udźwigu. W zależności od potrzeb można je było łatwo demontować. Skośne usterzenie ogonowe składało się z dwóch stateczników pionowych, odchodzących w górę i w dół względem belki ogonowej. Statecznik poziomy sterowany, podczas zawisu ustawiany pionowo, sterowanie hydrauliczne całą powierzchnią. Podwozie dwuzespołowe z kółkiem ogonowym zamontowanym na dolnym stateczniku pionowym. Podwozie główne składające się dwóch, dwukołowych zespołów, zamontowanych po bokach kadłuba, chowanych do przykadłubowych gondoli. Układ napędowy składał się z dwóch silników turbowałowych General Electric T58-GE-5. Istniała również możliwość zainstalowania mocniejszych silników General Electric T58-GE-16 lub Lycoming PLT-27. Dwa integralne zbiorniki paliwa oraz możliwość podczepienia dodatkowych, zewnętrznych zbiorników. Przewidywano również możliwość instalacji do pobierania paliwa w locie. Kabina załogi w układzie tandem z pilotem siedzącym za strzelcem pokładowym.

## Uzbrojenie
Uzbrojenie strzeleckie składało się z działka XM-140 kal. 30 mm zainstalowanego w podkadłubowej wieżyczce TAT 140. Zamiast XM-140 można było wymiennie zainstalować działko XM-188 kal. 30 mm. Wieżyczka przystosowana była do przenoszenia również innych systemów uzbrojenia, działka XM-179 kal. 20 mm lub M61-A2 kal. 20 mm. Na podskrzydłowych węzłach istniała możliwość przenoszenia do 16 przeciwpancernych pocisków kierowanych Hughes BGM-71A TOW, pojemników z niekierowanymi pociskami kal. 70 mm i dwóch kierowanych pocisków rakietowych klasy powietrze-powietrze AIM-9 Sidewinder instalowanych na końcach skrzydeł.